# Thierry Crépin-Leblond
Pour les articles homonymes, voir Crépin et Leblond.
Thierry Crépin-Leblond est un conservateur de musée et historien de l’art français, né le 19 janvier 1963 à Brazzaville.

## Biographie
Fils de diplomate, Thierry Crépin-Leblond étudie à l'École nationale des chartes où il obtient le diplôme d'archiviste paléographe en 1987 avec une thèse intitulée Recherches sur les palais épiscopaux en France au Moyen Âge (XIIe – XIIIe siècles), d’après divers exemples des provinces ecclésiastiques de Reims et de Sens. 
Il choisit ensuite d'intégrer l'École nationale du patrimoine et commence sa carrière de conservateur au musée national de la Renaissance, à Écouen (1989-2000). Il est ensuite directeur du château et du musée de Blois de 2000 à 2005, et il est promu au grade de conservateur en chef en 2003. Depuis 2005, il dirige le musée national de la Renaissance, où il a été commissaire de nombreuses expositions, et a été promu au grade de conservateur général du patrimoine en 2008,,.
Il a enseigné l'histoire de l'art moderne à l'École des chartes et à l'École du Louvre.
Il est membre de nombreuses sociétés savantes (Associé correspondant de la Société nationale des antiquaires de France, membre de la Société française d'archéologie, membre de la Société d'histoire de l'art français, membre du Comité français d'histoire de l'art, membre de la Société des antiquaires de Londres (Royaume-Uni)...)
Le 7 janvier 2014, il est nommé membre suppléant du Haut Conseil des musées de France.
Le 26 avril 2017 il est nommé membre du conseil d'orientation de l'établissement public du domaine national de Chambord

## EmissionSecrets d'Histoire
Il participe ponctuellement à l'émission Secrets d'histoire, présentée par Stéphane Bern, sur France 3. Il est intervenu notamment dans les numéros suivants :
- Et si Henri III n'était pas mignon ? (2016)[8]
- Anne de France ou l'honneur des Bourbons (2019)[9]

## Œuvres
- Livres du connétable : la bibliothèque d'Anne de Montmorency, 1991
- Livres d'heures royaux : la peinture de manuscrits à la cour de France au temps d'Henri II, 1993
- Les trésors du Grand Écuyer : Claude Gouffier, collectionneur et mécène à la Renaissance, 1994
- Le Dressoir du prince : service d'apparat à la Renaissance, 1995 (co-auteur)
- Bernard Palissy : une orfèvrerie de terre, 1997 (co-auteur)
- La cathédrale Notre-Dame de Paris, 2000
- Le château de Blois, 2001
- Le mobilier à la cour des Valois, 2003
- La Bataille de Saint-Quentin : un destin européen, 2007
- L'Art des frères d'Amboise : les chapelles de l'hôtel de Cluny et du château de Gaillon, 2007 (co-auteur)
- Marie Stuart, 2008
- De La lettre à l'émail : Léonard Limosin interprète Ovide, 2010 (co-auteur)
- Majolique : la faïence italienne au temps des humanistes, 1480-1530, 2013 (co-auteur)
- Le Roi et l'artiste : François Ier et Rosso Fiorentino, 2013 (co-auteur)
- Anne de Montmorency, 15 mars 1493 - 12 novembre 1567 : un homme de la Renaissance, 2014
- Anne de France : art et pouvoir en 1500, actes de congrès, 2014 (co-directeur de publication)
- Galiot de Genouillac : l'autre vainqueur de Marignan, 2015 (co-auteur)
- Une reine sans couronne ? Louise de Savoie, mère de François Ier, 2015 (co-auteur)
- Masséot Abaquesne : l'éclat de la faïence à la Renaissance, 2016 (co-auteur)